# جوجو سيوا
جوجو سيوا (بالإنجليزية: JoJo Siwa)‏ هي مغنية، ممثلة، راقصة ويوتيوبر أمريكية ولدت في 19 مايو 2003م في مدينة أوماها ،نبراسكا.
في عام 2020م صنفتها مجلة التايم الأمريكية ضمن 100 شخص الأكثر تأثيراً في العالم.

## وصلات خارجية
- جوجو سيوا على موقع IMDb (الإنجليزية)
- جوجو سيوا على موقع روتن توميتوز (الإنجليزية)
- جوجو سيوا على موقع ميوزك برينز (الإنجليزية)
- جوجو سيوا على موقع أول ميوزيك (الإنجليزية)
- جوجو سيوا على موقع قاعدة بيانات الفيلم (الإنجليزية)